# Claude Perroud
 (novembre 2019).
Pour les articles homonymes, voir Perroud.
Claude Perroud, né le 28 janvier 1839 à Villefranche-en-Beaujolais et mort le 15 décembre 1919 à Marseille, est un enseignant, journaliste, recteur d'académie et historien français.

## Biographie
Claude Perroud est le fils d’un cordonnier illettré et républicain.
Il fréquente l’école mutuelle du Père Véran qui, le trouvant particulièrement doué et opiniâtre, l’encourage à poursuivre ses études au collège de Villefranche-sur-Saône.
Il obtient ensuite une bourse et s'inscrit au lycée de Mâcon. Il est reçu premier à l’école normale supérieure de Paris. Il est nommé professeur d’histoire-géographie au lycée du Puy tout en prenant un emploi de rédacteur du journal le Moniteur de la Haute-Loire.
Après avoir réussi l'agrégation, il est nommé à Clermont-Ferrand, où il fait connaissance de Justin Bourget futur recteur d’académie, père de Paul Bourget qui deviendra écrivain et père aussi d’Henry, futur astronome et directeur de l'observatoire de Marseille qui deviendra son gendre. 
Républicain, il démissionne en 1866 de l'enseignement et devient journaliste à Bourg-en-Bresse, rédacteur en chef du Courrier de l'Ain jusqu'en 1871. Il se lie d’amitié avec Charles Jarrin dont il épouse la nièce, Zoé Berlie en 1870. Il réintègre l'enseignement à Bourg-en–Bresse puis est nommé à Lyon où il fait la connaissance du poète Victor de Laprade.
Il soutient sa thèse de doctorat ès lettres à la Sorbonne le 4 juin 1881 avec grand succès et est nommé maître de conférences de géographie à la faculté de Douai.
Claude Perroud est recteur de l'académie de Toulouse de 1881 à 1908. Il crée l'université de Toulouse.
Il fait des études historique sur Bourg, La Dombes, Fareins et le Languedoc. Il s’est vu confier par ailleurs les écrits des révolutionnaires et a voué un intérêt particulier à Madame Roland et aux révolutionnaires modérés. C’est ainsi qu’il publie divers mémoires et correspondances sur les personnages de la Révolution de 1789, principalement les Girondins.
Il est officier de la Légion d'honneur. Il meurt à Marseille le 15 décembre 1919.

## Postérité
- Des rues de Toulouse, Villefranche-sur-Saône et Lagnieu portent son nom.

## Publications

### Ouvrages
- « Notice biographique sur Antoine Le Blanc de Guillet : 1730-1799 », Annales de la Société d’agriculture, sciences, arts et commerce du Puy, Le Puy-en-Velay, vol. 25,‎ 1862, p. 273-332 (lire en ligne).
- « Essai sur la vie et les œuvres de Mathieu de Morgues, abbé de Saint-Germain : 1582-1670 », Annales de la Société d’agriculture, sciences, arts et commerce du Puy, Le Puy-en-Velay, vol. 26,‎ 1863, p. 205-383 (lire en ligne).
- Les Montrevel et la justice à Bourg au dix-septième siècle, Bourg, Imprimerie Millet-Bottier, 1869, 39 p. (lire en ligne).
- « Une bibliothèque d’autrefois », Annales de la Société d’émulation, agriculture, lettres et arts de l’Ain, Bourg-en-Bresse, vol. 4,‎ 1871, p. 73-91 (lire en ligne).
- Documents pour l’histoire des fareinistes, Bourg, Imprimerie Adolphe Dufour, 1873, 31 p. (lire en ligne).
- Les Grandes compagnies en Bresse et en Dombes : 1re partie, XIVe siècle, Bourg, Imprimerie Adolphe Dufour, 1874, 24 p. (lire en ligne). — Première partie seule parue.
- « Les Derniers jours de Bourguignol », Annales de la Société d’émulation, agriculture, lettres et arts de l’Ain, Bourg-en-Bresse, vol. 8,‎ 1875, p. 283-290 (lire en ligne).
- « Une visite à Pérouges », Annales de la Société d’émulation, agriculture, lettres et arts de l’Ain, Bourg-en-Bresse, vol. 12,‎ 1879, p. 184-196 (lire en ligne).
- « Les Bibliothèques communales », Annales de la Société d’émulation, agriculture, lettres et arts de l’Ain, Bourg-en-Bresse, vol. 13,‎ 1880, p. 299-309 (lire en ligne).
- « Lettre à un ami sur la réforme de l’enseignement de l’histoire dans les lycées », Annales de la Société d’émulation, agriculture, lettres et arts de l’Ain, Bourg-en-Bresse, vol. 13,‎ 1880, p. 364-401 (lire en ligne).
- « De la méthode en géographie : extrait de la leçon d’ouverture d’un cours fait cette année à la faculté de Douai », Annales de la Société d’émulation, agriculture, lettres et arts de l’Ain, Bourg-en-Bresse, vol. 14,‎ 1881, p. 97-104 (lire en ligne).
- De Syrticis emporiis : thesim facultati litterarum parisiensi proponebat ad doctoris gradum promovendus, Paris, Hachette, 1881, 226 p. (lire en ligne).
- Des origines du premier duché d’Aquitaine, Paris, Hachette, 1881, 287 p. (lire en ligne). — Réédition en 2009 (Nîmes, C. Lacour, coll. « Rediviva ») et en 2020 (Cressé, Éditions des régionalismes, coll. « Arremoludas »). Peut être complété par l’ouvrage suivant :
- La Chute du premier duché d’Aquitaine, s. l., Éditions du Bois-Menez, coll. « Textes oubliés / Études et mélanges de Claude Perroud » (no 6), 2020, 71 p. (ISBN 978-2-490135-24-0 et 978-2-490135-25-7, ISSN 2557-8715 et 2679-3679, lire en ligne).
- « L’Alliance française et la distribution des prix au collège de Valence (Espagne) : [discours] », Revue des Pyrénées, Toulouse, vol. 7,‎ 1895, p. 681-686 (lire en ligne).
- « Pierre Pasquier : 1731-1806 » (annot. docteur Abel Besançon), Bulletin de la Société des sciences et arts du Beaujolais, Villefranche-sur-Saône, vol. 1,‎ 1900, p. 89-101 (lire en ligne).
- « Hortense Allart », Revue des Pyrénées, Toulouse, vol. 17,‎ 1905, p. 245-270 (lire en ligne).
- « Hortense Allart : post-scriptum », Revue des Pyrénées, Toulouse, vol. 17,‎ 1905, p. 451-457 (lire en ligne).
- « Table du Nouveau Paris, de Mercier », La Révolution française, Paris, vol. 49,‎ 1905, p. 452-462 (lire en ligne).
- « Fourcroy en tournée d’inspection dans le Midi », Revue des Pyrénées, Toulouse, vol. 18,‎ 1906, p. 338-365 (lire en ligne).
- Le Retable de Lagnieu, Lyon, A. Rey, 1907, 9 p. (lire en ligne).
- « En Gascogne : l’abandon de la terre », Revue des Pyrénées, Toulouse, vol. 23,‎ 1911, p. 177-185 (lire en ligne).
- « Le Doyen Caubet », Revue des Pyrénées, Toulouse, vol. 25,‎ 1913, p. 445-453, 1 portr. (lire en ligne). — Concerne le professeur Cyrille Caubet (1844-1913), premier doyen de la faculté de médecine de Toulouse.
- « François de Neufchâteau : à propos d’un livre », La Révolution française, Paris, vol. 64,‎ 1913, p. 504-510 (lire en ligne).
- « Les Villar, histoire d’une famille toulousaine : chapitres I-II », Revue des Pyrénées, Toulouse, vol. 25,‎ 1913, p. 151-162 (lire en ligne).
- « Les Villar, histoire d’une famille toulousaine : chapitre III », Revue des Pyrénées, Toulouse, vol. 25,‎ 1913, p. 299-321 (lire en ligne).
- « Les Villar, histoire d’une famille toulousaine : chapitre IV », Revue des Pyrénées, Toulouse, vol. 26,‎ 1914, p. 199-222 (lire en ligne).
- « Jules Perrodin : 1881-1914 », Annales de la Société d’émulation, agriculture, lettres et arts de l’Ain, Bourg-en-Bresse, vol. 49,‎ 1916, p. 75-79, 3 h.-t. (lire en ligne). — Concerne le fils du peintre Auguste-François Perrodin.
- « Pierre Goujon », Annales de la Société d’émulation, agriculture, lettres et arts de l’Ain, Bourg-en-Bresse, vol. 49,‎ 1916, p. 118-128, 3 h.-t. (lire en ligne). — Concerne aussi le docteur Étienne Goujon, sénateur de l’Ain (1840-1907).
- La Proscription des Girondins (1793-1795), Toulouse et Paris, E. Privat et F. Alcan, 1917, XVI-326 p. (lire en ligne).
- Études sur les Roland, t. 1er, s. l., Éditions du Bois-Menez, coll. « Textes oubliés / Études et mélanges de Claude Perroud ; 1 », 2019, 400 p., 30 x 21 cm (ISBN 978-2-490135-13-4, ISSN 2557-8715, lire en ligne).
- Études sur les Roland, t. 2, s. l., Éditions du Bois-Menez, coll. « Textes oubliés / Études et mélanges de Claude Perroud ; 2 », 2019, 463 p., 30 x 21 cm (ISBN 978-2-490135-15-8, ISSN 2557-8715, lire en ligne).
- Études sur les Girondins, s. l., Éditions du Bois-Menez, coll. « Textes oubliés / Études et mélanges de Claude Perroud ; 3 », 2020, 522 p., 30 x 21 cm (ISBN 978-2-490135-17-2 et 978-2-490135-16-5, ISSN 2557-8715 et 2679-3679, lire en ligne).
- Études révolutionnaires, s. l., Éditions du Bois-Menez, coll. « Textes oubliés / Études et mélanges de Claude Perroud ; 5 », 2020, 325 p., 30 x 21 cm (ISBN 978-2-490135-19-6 et 978-2-490135-18-9, ISSN 2557-8715 et 2679-3679, lire en ligne).
- Le Vol du Garde-Meuble en 1792 : documents inédits, s. l., Éditions du Bois-Menez, coll. « Textes oubliés », 2020, 44 p. (ISBN 978-2-490135-22-6, lire en ligne).

### Édition de textes
- Charles Barbaroux (publ. par Claude Perroud, avec la collaboration d’Alfred Chabaud), Correspondance et Mémoires de Barbaroux : édition critique augmentée de lettres inédites, Paris, Société de l’histoire de la Révolution française et F. Rieder, 1923, 548 p.
- Jacques Pierre Brissot (publ. avec étude critique et notes par Claude Perroud), Mémoires (1754-1793) [suivis de] Correspondance et papiers, Paris, A. Picard et fils, coll. « Mémoires et documents relatifs aux XVIIIe et XIXe siècles » (no 2, 3, 4), 1912, 3 vol. — Mémoires, tome 1 : 1754-1784 (lire en ligne) ; Mémoires, tome 2 : 1784-1793 (lire en ligne) ; Correspondance et papiers (lire en ligne).
- Alfred Peney (publ. par Claude Perroud), « Lettres du Nil Blanc : correspondance inédite du Dr Alfred Peney », Annales de la Société d'émulation, agriculture, lettres et arts de l'Ain, Bourg-en-Bresse, vol. 4,‎ 1871, p. 97-176 (lire en ligne). — Titre abrégé : Alfred Peney ; le titre complet figure dans la table des matières des Annales... de l'Ain, volume 4, sous la rubrique C. Perroud.
- Jean-Marie Roland de La Platière (publ. par Claude Perroud), « Lettres de Roland à Bosc », L’Amateur d’autographes : revue historique et biographique..., Paris, Charavay,‎ 1910, p. 263-274, 318-331, 346-355 (lire en ligne).
- Jean-Marie Roland de La Platière (publ. par Claude Perroud), Voyage en France, 1769, Valence, Imprimerie de Auray fils et L. Deschizeaux, 1913, 99 p. (lire en ligne).
- Jean-Marie Roland de La Platière et Manon Roland (publ. avec introd., commentaires et notes par Claude Perroud), Lettres d’amour (1777 à 1780), Paris, A. Picard et fils, coll. « Mémoires et documents relatifs aux XVIIIe et XIXe siècles » (no 1), 1909, 410 p. (lire en ligne).
- Manon Roland (publ. par Claude Perroud), Lettres de Madame Roland : 1780-1793, Paris, Imprimerie nationale, coll. « Collection de documents inédits sur l’histoire de France », 1900-1902, 2 vol., LXXXIII-720 p. et 827 — Tome 1 : 1780-1787 (lire en ligne) ; Tome 2 : 1788-1793 (lire en ligne).
- Manon Roland (publ. par Claude Perroud, avec la collab. de Marthe Conor), Lettres de Madame Roland : nouvelle série, 1767-1780, Paris, Imprimerie nationale, coll. « Collection de documents inédits sur l’histoire de France », 1913-1915, 2 vol., LXXXI-556 p. et XX-591 — Tome 1 : 1767-1776 (lire en ligne) ; Tome 2 : 1777-1780 (lire en ligne). — Dans ces deux volumes, des suppléments réunissent les diverses lettres de Madame Roland découvertes par Claude Perroud entre 1908 et 1914, et publiées dans L'Amateur d'autographes sous plusieurs titres : Lettres inédites de Madame Roland (1908), Dix-huit lettres inédites de Madame Roland (1911), Une lettre inédite de Madame Roland (1912), Nouvelles lettres inédites de Madame Roland (1914).
- Manon Roland (publ. par Claude Perroud), Mémoires de Mme Roland : nouvelle édition critique contenant des fragments inédits et les lettres de la prison, Paris, Plon-Nourrit et Cie, 1905, 2 vol., CXXXV-334 p. et 515 — Tome 1 (lire en ligne), tome 2 (lire en ligne).
- Voltaire (publ. par Claude Perroud), « Six lettres inédites de Voltaire », Annales de la Société d’émulation, agriculture, lettres et arts de l’Ain, vol. 6,‎ 1873, p. 315-340 (lire en ligne). — Il existe un tiré à part.